# Limbă analitică
În tipologia lingvistică, un limbaj analitic este un tip de limbă în care o serie de cuvinte rădăcină este însoțită de prepoziții, postpoziții, particule și modificatori, și care folosește rar sau deloc afixe sau flexiune internă pentru a marca rolul cuvintelor în propoziție și alte proprietăți ale părților de vorbire respective (spre exemplu, conjugarea verbelor sau declinarea substantivelor). Acest lucru este opus limbilor sintetice, care combină mai multe concepte într-un singur cuvânt, folosind afixe în mod regulat, sau în care erodarea acestor afixe duce la flexiune internă. 
Într-o limbă aglutinantă, rolurile sintactice sunt atribuite cuvintelor cel mai adesea prin topică. De exemplu, în latină, o limbă sintetică flexionară, prin schimbarea cuvintelor individuale din propozițiile „fēlis piscem cēpit” („pisica a prins peștele”) în „fēlem piscis cēpit” („peștele a prins pisica”), peștele devine subiect, în timp ce pisica devine obiect, deși ordinea cuvintelor rămâne neschimbată, doar cuvintele se schimbă să reflecte noua relație. Această transformare nu este posibilă într-o limbă analitică fără modificarea ordinii cuvintelor. Dacă ar fi să încercăm același lucru într-o limbă mai analitică, ca portugheza europeană, trebuie să schimbăm ordinea: „o gato apanhou o peixe” devine „o peixe apanhou o gato”, dar formele acestor cuvinte în ambele propoziții rămân neschimbate, la fel cum e cazul și în traducerea lor în română. Drept care concluzionăm că portugheza și româna sunt mai analitice decât latina. 
De obicei, limbile analitice au un raport morfem-per-cuvânt foarte scăzut, în special în ceea ce privește morfemele flexionante. Cu toate acestea, nicio limbă naturală nu este pur analitică sau pur sintetică.

## Informații generale
Termenul analitic este utilizat de obicei într-un sens relativ și nu absolut, în sensul că putem doar compara analitismul sau sintetismul a mai multor limbi între ele, dar nu sunt definiți termeni absoluți pentru ce înseamnă o limbă pur analitică. Cea mai proeminentă și utilizată limbă analitică limbă indo-europeană este engleza modernă, care a pierdut de-a lungul secolelor o mare parte din morfologia ei flexionară pe care a moștenit-o din proto-indo-europeană, proto-germanică și engleza veche și nu a dobândit între timp niciun morfem flexionar nou, ceea ce o face mai analitică decât majoritatea celorlalte limbi indo-europene.
De exemplu, proto-indo-europeana avea o conjugare mult mai complexă, gen gramatical, un număr dual și inflexiuni pentru opt sau nouă cazuri în substantivele sale, pronume, adjective, numerale, participii, postpoziții și determinanți. Engleza le-a pierdut aproape pe toate (cu excepția unor vestigii în pronume, care încă au forme pentru 3 cazuri modificate) cel mai recent pierzând genurile și conjugarea.
Ebraica modernă este mai analitică decât Ebraica clasică, mai ales în cazul substantivelor. Ebraica clasică se bazează foarte mult pe morfologie flexionară pentru a transmite relațiile în propoziție, în timp ce în ebraica modernă a existat o reducere semnificativă a utilizării morfologiei flexionare.

## Listă de limbi analitice
- Limbi indo-europene
  - Limbi germanice
    - afrikaans[3][4]
    - olandeză (parțial)[5]
    - daneză
    - engleză (în mare parte)[6]
    - norvegiană
    - suedeză

  - Altele
    - Bulgară (parțial)[7][8]
    - franceză (parțial)[6]
- Limbi austroneziene
  - Hawaiiană
  - Māori
- Limbi sino-tibetane
  - Birmană
  - Limbi sinitice
    - mandarină
    - cantoneză
    - chineză clasică
- Limbi austroasiatice
  - Vietnameză
  - Khmer
- Limbile Kra-Dai
  - thailandeză[9]
  - laoțiană
- Hmong-Mien
  - Hmong
- Yoruba
- Creolă haitiană
- Maybrat
- Mixtec
- Sango